# 4. avgust
4. avgust je 216. dan leta (217. v prestopnih letih) v gregorijanskem koledarju. Ostaja še 149 dni.

## Dogodki
- 1578 – maroška vojska pri Al Kasr al Kebirju premaga portugalsko, portugalski kralj Sebastjan I. pade v boju, začetek portugalske nasledstvene krize
- 1789 – odprava fevdalizma v Franciji
- 1790 – ustanovljena predhodnica ameriške obalne straže
- 1828 – Josef Ressel prvič preizkusi svoj ladijski vijak na parniku Civetta
- 1902 – v Greenwichu odprt predor za pešce pod Temzo
- 1914 –
  - Nemško cesarstvo napade in okupira Belgijo
  - Združeno kraljestvo napove vojno Nemškemu cesarstvu
  - ZDA razglasijo nevtralnost
- 1936 – Ioannis Metaxas uvede diktaturo v Grčiji
- 1940 – Italija zasede britansko Somalijo
- 1941 – Ustanovljen prvi slovenski bataljon med NOB - Storžiški bataljon
- 1943 –
  - Rdeča armada osvobodi Orel
  - upor židov v koncentracijskem taborišču Treblinka
- 1944 – po namigu nizozemskega informatorja Gestapo v amsterdamski hiši odkrije skrivališče družine Ane Frank
- 1956 – TV Ljubljana začne oddajati poskusni program
- 1964 – severnovietnamske čete se zapletejo v vojno z ZDA
- 1977 – Jimmy Carter podpiše odlok, s katerim se ustanovi ministrstvo za energetiko
- 1983 – Thomas Sankara postane predsednik Zgornje Volte
- 1984 – Zgornja Volta se preimenuje v Burkina Faso
- 1991 – grška ladja Oceanos se potopi ob obali južne Afrike
- 1997 – stavkati začne 185.000 članov sindikata Teamsters iz podjetja United Parcels Sevice
- 2000 – ustanovljena je slovenska politična stranka Nova Slovenija
- 2023 – Slovenijo prizadenejo ene izmed najhujših poplav dotlej

## Rojstva
- 1030 – Gertruda Saksonska, holandska grofica in regentinja († 1113)
- 1281 – Hajisan/cesar Wuzong, mongolski veliki kan, kitajski cesar dinastije Yuan († 1311)
- 1290 – Leopold I., avstrijski in štajerski vojvoda († 1326)
- 1521 – Urban VII., papež italijanskega rodu († 1590)
- 1755 – Nicolas-Jacques Conté, francoski slikar, izumitelj († 1805)
- 1792 – Percy Bysshe Shelley, angleški pesnik († 1822)
- 1805 – sir William Rowan Hamilton, irski matematik, fizik, astronom († 1865)
- 1834 – John Venn, angleški matematik, logik in filozof († 1923)
- 1840 – Richard von Krafft-Ebing, nemški psihiater, seksolog († 1902)
- 1859 – Knut Hamsun, norveški pisatelj, nobelovec 1920 († 1952)
- 1893 – Tom Kristensen, danski pesnik, pisatelj († 1974)
- 1900 – Elizabeth Angela Marguerite Bowes-Lyon, kraljica mati Združenega kraljestva († 2002)
- 1901 – Louis Armstrong - Satchmo, ameriški jazzovski glasbenik († 1971)
- 1904 – Witold Gombrowicz, poljski pisatelj in dramatik († 1969)
- 1908 – Kurt Peter Eichhorn, nemški dirigent († 1994)
- 1910 – William Howard Schuman, ameriški skladatelj († 1992)
- 1912 –
  - Aleksander Danilovič Aleksandrov, ruski matematik († 1999)
  - Raoul Wallenberg, švedski diplomat in človekoljub († verjetno 1947)
- 1922 – Janez Stanovnik, slovenski pravnik in politik († 2020)
- 1929 – Jaser Arafat, palestinski voditelj (možen datum rojstva je tudi 24. avgust) († 2004)
- 1937 – David Vickerman Bedford, angleški skladatelj, glasbenik († 2011)
- 1947 – Klaus Schulze, nemški glasbenik
- 1961 – Barack Obama, ameriški predsednik
- 1982 – Severa Gjurin, slovenska glasbenica

## Smrti
- 1060 – Henrik I., francoski kralj (* 1008)
- 1265 –
  - Simon de Montfort, angleški plemič in državnik, 6. grof Leicester (* 1208)
  - Hugh le Despencer, 1. baron Baron le Despencer, upornik (* 1223)
- 1266 – Odo Burgundski, grof Neversa in Auxerreja (* 1230)
- 1306 – Venčeslav III., češki kralj (* 1289)
- 1383 – Liubartas, veliki knez Volinije (* okoli 1300)
- 1526 – Juan Sebastián de Elcano, španski (baskovski) pomorščak (* 1476)
- 1875 – Hans Christian Andersen, danski pisatelj, pesnik (* 1805)
- 1962 – Marilyn Monroe, ameriška igralka, fotomodel in pevka (* 1926)
- 1976 – Roy Herbert Thomson, angleški založnik, medijski mogotec (* 1894)
- 1977 –
  - Ernst Bloch, nemški filozof (* 1885)
  - Dušan Pirjevec, slovenski književni kritik, zgodovinar, publicist (* 1921)
- 1980 – Joseph Ashbrook, ameriški astronom (* 1918)
- 1998 – Jurij Petrovič Artjuhin, ruski kozmonavt (* 1930)

## Prazniki in obredi
- Burkina Faso – obletnica revolucije
- Cookovi otoki – dan ustave
- Salvador – dan »preoblikovanja«